# Supercopa Argentina 2024
La Supercopa Argentina 2024 será la undécima edición de esta copa nacional organizada por la AFA. Se disputará entre Vélez Sarsfield, campeón de la Liga Profesional 2024; y Central Córdoba (SdE), campeón de la Copa Argentina 2024.
Originalmente, el encuentro iba a jugarse el 12 de marzo de 2025, pero por cuestiones de logística fue postergado para el 6 de septiembre del mismo año.

## Equipos participantes
| Vélez Sarsfield       | Campeón de la Liga Profesional 2024 |
| Central Córdoba (SdE) | Campeón de la Copa Argentina 2024   |

## Partido
| 6 de septiembre de 2025 | Vélez Sarsfield | vs. | Central Córdoba (SdE) |  |  |